# 康茂才
康茂才（1315年7月4日—1370年8月24日），字壽卿，元末蕲县（今湖北省蕲春县）人。明朝開國功臣。

## 生平
元末群雄並起之際，康茂才號召鄉民保衛家園，因功授都元帥。在朱元璋攻克集慶時，率所部投降，授秦淮翼水軍元帥之職，奉命鎮守龍灣，後任都水營田使，督修水利，率士兵行屯田之策，兼帳前副總親兵左副指揮使。在陳友諒來攻應天時，奉朱元璋之命詐降，臥底在陳友諒身邊誘使他躁進急行，在龍灣大敗。
後随朱元璋破江州，攻占蕲、黄，戰鄱陽湖，因功右遷大都督府副使，又從滅張士誠，同知大都督府事。1368年隨徐達北伐，攻取汴梁，後留守陕州二年，才西進關中取下興元，病死回師途中，追封蘄國公，諡武義。葬於應天府上元縣幕府山。

## 家人
- 原配方氏，追封蘄國夫人。
- 繼室田氏，封蘄國夫人。

子康鐸，追封蘄國公。
- 側室朱氏。

子康鑒
- 側室余氏。

子康鎮